# Zona Fantasma
La Zona Fantasma es una dimensión de prisión ficticia que aparece en los cómics estadounidenses publicados por DC Comics, comúnmente en asociación con historias que presentan a Superman. Apareció por primera vez en Adventure Comics # 283 (abril de 1961) y fue creado por Robert Bernstein y George Papp. Se usó con frecuencia en los cómics de Superman antes de que la continuidad se reiniciara en la década de 1980, después de Crisis on Infinite Earths, y ha aparecido ocasionalmente desde entonces.

## Descripción

### Pre-Crisis
La Zona Fantasma era un «universo de bolsillo» descubierto por Jor-El que existía fuera del continuo espacio-tiempo; se utilizó en el planeta Krypton como un método humano para encarcelar a los criminales. Anteriormente, los criminales eran castigados encerrándolos en cápsulas y lanzados en órbita en animación suspendida con cristales adheridos a sus frentes para borrar lentamente sus tendencias criminales; Klax-Ar fue un criminal que recibió este castigo pero escapó. Gra-Mo fue el último en sufrir el castigo, pues luego fue abolido a favor de la Zona.
Los reclusos de la Zona Fantasma residen en un estado de existencia similar a un fantasma desde el cual pueden observar, pero no pueden interactuar con, el universo regular. Los presos no envejecen ni necesitan sustento en la Zona Fantasma; además, son telepáticos y mutuamente insustanciales. Como tal, pudieron sobrevivir a la destrucción de Krypton y enfocar su atención en la Tierra, ya que la mayoría de los Kryptonianos sobrevivientes ahora residen allí. La mayoría tiene un resentimiento particular contra Superman porque su padre creó el método de su condenación y, a menudo, era el fiscal en sus juicios. Cuando logran escapar, generalmente se involucran en una destrucción aleatoria, particularmente fácil para ellos ya que, en la Tierra, cada uno tiene los mismos poderes que Superman. Sin embargo, Superman soltó periódicamente a los prisioneros de la Zona Fantasma cuyas sentencias originales se habían completado, y la mayoría de ellos se fueron a vivir a la ciudad botella de Kandor.
El único preso de la Zona Fantasma que no fue colocado allí como castigo por un crimen es Lar Gand (alias Mon-El), un daxamita que fue víctima de envenenamiento por plomo. Superboy se vio obligado a enviarlo a la Zona Fantasma para mantenerlo con vida, donde permaneció hasta el momento de la Legión de Super-Héroes cuando Brainiac 5 creó un medicamento que le permitió irse a salvo.
Green Lantern Guy Gardner una vez experimentó una estadía prolongada y tortuosa después de que una explosión de una batería de energía de Green Lantern lo envió allí, hasta que Superman y Green Lantern Hal Jordan lo rescataron, quien había creído que estaba muerto todo ese tiempo.
Phantom Girl puede entrar o salir de la Zona Fantasma como le plazca, y una vez lo hizo para interrogar a los prisioneros sobre Jor-El.
Superman desarrolla equipos de comunicaciones para la Zona Fantasma, como el Zone-o-Phone, y perfecciona el proyector. Además, la ciudad de Kandor usa la Zona Fantasma con regularidad, con audiencias de libertad condicional a veces presididas por Superman. Sin embargo, desde la partida de Kandor, es decir, fuera de Mon-El, la mayoría de los habitantes estaban confinados a la vida y, en general, no estaban dispuestos a conversar con su carcelero. En cuanto al propio Superman, por mucho que aprecie cómo la Zona es necesaria para contener a sus presos kryptonianos y albergar a Mon-El, aparentemente alberga preocupaciones en privado sobre la justicia de su uso penal. Esto se ilustra en la aclamada historia «Para el Hombre que lo tiene todo» por Alan Moore y Dave Gibbons, donde Clark está atrapado en una ilusión de fantasía creada por una planta parásita alienígena llamada Black Mercy. Mientras su subconsciente se resiste a la ilusión de una vida pacífica en Krypton, uno de los primeros signos de su degeneración es la vista de su prima, Kara Zor-El, hospitalizada luego de ser atacada por un militante anti-Zona Fantasma que dejó literatura protestando que la Zona Fantasma es un método de tortura.
En la miniserie de Steve Gerber The Phantom Zone # 1-4 (enero-abril de 1982), se revela que la Zona no solo tiene una brecha a través de la cual otros presos habían escapado, sino que nunca más se supo de ellos. El encarcelado Superman y Quex-Ul utilizan este método y viajan a través de varias «capas» dimensionales en busca de la salida al universo físico. Finalmente se encuentran con un mago kryptoniano llamado Thul-Kar, quien les dice que él creyó la profecía de Jor-El sobre la perdición de Krypton y entró en la Zona Fantasma a través de la magia. Utilizando la misma brecha, descubrió la verdad sobre la Zona Fantasma: todos sus niveles son manifestaciones de la conciencia de un universo sensible llamado Aethyr. La Zona en sí es una interfaz entre la dimensión Tierra-Uno y la mente de Aethyr, la capa exterior que representa su capacidad para el pensamiento abstracto; la Zona es básicamente la capacidad de Aethyr para imaginar otras posibilidades de existencia. Solo al ingresar al reino central de Aethyr pueden escapar de regreso a la Tierra, lo cual es peligroso ya que cualquier ser que lo intente corre el riesgo de ser destruido o fusionarse con la esencia de Aethyr. Mientras Quex-Ul es asesinado por Aethyr, Superman logra salir de la Zona Fantasma y regresar a la Tierra.
Mister Mxyzptlk más tarde es poseído por Aethyr. Durante la pelea de Superman con el poseído Mxyzpltk-Aethyr, él vacía la Zona Fantasma de sus habitantes, pero es absorbido por el propio Aethyr. Mientras los villanos de la Zona Fantasma se dirigen a la Tierra para conquistarla, Thul-Kar y Nam-Ek también son absorbidos por Aethyr. Superman se despierta y ve que los villanos de la Zona Fantasma están causando estragos en la Tierra, causando la destrucción del Capitolio en Washington D. C. y exigiendo que Superman salga y luche contra ellos. Superman lucha contra los villanos de la Zona Fantasma en Washington. Mientras lucha contra Faora Hu-Ul, la ve desaparecer mientras es absorbida por Aethyr. Míster Mxyzpltk revela que su fuerte personalidad se ha apoderado de Aethyr y absorbe al resto de los habitantes de la Zona Fantasma en sí mismo. Mxyzpltk-Aethyr se va, con la intención de hacerse cargo de la Quinta Dimensión, y Superman se queda para apagar los incendios en Washington y luego librar a Metrópolis de Kryptonita.

### Post-Crisis
En la Post-Crisis del Universo DC, la Zona Fantasma aparece por primera vez después de que Superman regresa del espacio con un artefacto kryptoniano llamado Erradicador. Este dispositivo, creado por su ancestro kryptoniano Kem-L, intenta recrear Krypton en la Tierra, construyendo la Fortaleza de la Soledad; el espacio extradimensional en el que el Erradicador encuentra los materiales kryptonianos necesarios se llama Zona Fantasma. Un Proyector de Zona Fantasma es parte de la Fortaleza actual de Superman. Se ha utilizado para acceder a la Ciudad Botella de Kandor y para atrapar a villanos como los Marcianos Blancos.
La Zona Fantasma ha sido descubierta de forma independiente por varios personajes donde los Bgztlians la llaman «Zona de amortiguamiento», los marcianos blancos la «Zona quieta», la «Zona de estasis» por Loophole, la «Zona fantasma» por Prometheus, y el «Honeycomb» de Abeja Reina I. En la continuidad Post-Crisis / Post-Zero Hour, fue la tecnología «Stasis Zone» de Loophole la que exilió a Mon-El, conocido en la nueva continuidad como Valor / M'Onel, en la Zona Fantasma por mil años.
Superman convierte la tecnología de la Zona Fantasma en un proyectil de flecha que, al golpear a una víctima, la proyecta hacia la Zona Fantasma. Roy Harper, el Speedy original, le roba esta flecha a Superman cuando los Jóvenes Titanes originales fueron invitados a visitarlos hace muchos años. Roy, sin embargo, nunca usa la flecha y se la pasa a su reemplazo, Mia Dearden, quien usa la flecha durante los eventos de Crisis infinita en Superboy Prime. Desafortunadamente, es demasiado fuerte incluso para la flecha de la Zona Fantasma y se las arregla para escapar.
En un momento, los Marcianos Blancos encarcelan a Batman en la Zona Fantasma y toman su identidad como Bruce Wayne.
Batman diseña una medida tomada después de que Superman se recupera de su primera batalla con Doomsday, que, cuando la Liga de la Justicia o cualquier otro grupo de superhéroes se encuentre con una Amenaza de Nivel Doomsday, un grupo de héroes, autoridad y fuerzas militares la contendrán dentro de una proximidad después de despejar. todos los civiles dentro de ella. Si Superman y el resto caen, el Protocolo del Juicio Final comenzará enviándolo a la Zona Fantasma.
En Action Comics, el General Zod, junto con Ursa y Non, aparecen en busca del hijo de Zod y Ursa.
Supergirl # 16 muestra una forma de vida nativa de la Zona Fantasma. Estos fantasmas están enfurecidos por el uso de su universo para albergar a criminales y buscar venganza contra el responsable.
Durante la historia de «New Krypton», los krytonianos en Kandor comenzaron a tomar el asunto en sus propias manos y comenzaron a rodear a algunos de los enemigos de Superman para arrojarlos a la Zona Fantasma. Primero, atacan a la Policía Científica donde se hacen con el Parásito. El segundo objetivo es Silver Banshee, a quien los kandorianos persiguen por los cielos. En Arkham Asylum, los kryptonianos noquean a Nightwing y Robin donde se hacen con el Juguetero, mientras que otro grupo noquea a Black Lightning para reclamar al Juguetero. Bizarro incluso es atacado por el grupo de Thara mientras volaba. Mientras Superman, Supergirl y Zora están disgustados por lo que hicieron algunos de los kandorianos y exigen que los responsables se entreguen a las autoridades, Alura no cooperará y da la orden de arrojar a los villanos que reunieron a la Zona Fantasma. Los que fueron arrojados a la Zona Fantasma fueron luego liberados por Superman.
En la miniserie 52, la Zona Fantasma es ingerida por el Sr. Mind mientras está mutando en una forma de insecto gigante. Una vez desarrollado, Mind lo regurgita en un intento de destruir a Booster Gold y Rip Hunter, pero el ataque es desviado por Supernova, quien devuelve la Zona Fantasma a su plano dimensional adecuado. Supernova es capaz de controlar la Zona ya que los poderes de su supertraje se basan en la tecnología del proyector Zona Fantasma robada por Rip Hunter.
En Action Comics #874, la Zona Fantasma desapareció. Action Comics #886 ofrece una posible explicación sobre la desaparición de la Zona Fantasma, la teoría es que la Zona Fantasma era en realidad el mítico Nightwing, contraparte del Flamebird, encarcelado en un estado alterado del ser. Habiendo elegido un nuevo Avatar, Chris Kent, que fue liberado de la Zona, él también habría sido liberado de sus grilletes, causando que la Zona Fantasma dejara de existir.
En Adventure Comics (vol. 2) #11, la Zona Fantasma es recreado por Chameleon Boy y Superman.

### The New 52
En The New 52, Jor-El sugiere ir a la Zona Fantasma cuando Krypton estaba a punto de explotar. Sin embargo, Zod aparece con otros prisioneros de Phantom Zone e intenta escapar de Phantom Zone. Sin embargo, Krypto se sacrifica atacando a Xa-Du, entrando así también en la Zona Fantasma.
Se revela que el Doctor Xa-Du fue el primer prisionero kryptoniano en ser enviado a la Zona Fantasma debido a sus experimentos prohibidos en animación suspendida, con Jor-El ejecutando la sentencia. La Zona Fantasma se revierte a la versión previa a la crisis, ya que los reclusos pueden observar, pero no pueden interactuar con, el universo normal, convirtiéndose literalmente en «fantasmas».

### DC: Renacimiento
Durante el evento Dark Days: Metal del reinicio de DC: Renacimiento, Superman ha teorizado que la Zona Fantasma podría ser en realidad una membrana permeable entre la Tierra-0 (Universo DC) y el Multiverso Oscuro.

## Presos conocidos

### Presos en Pre-Crisis
A lo largo de la Edad de plata de las historietas, se han representado a los siguientes habitantes de la Zona Fantasma. Según esta lista, al menos 34 Kryptonianos se proyectaron en la Zona Fantasma de Krypton durante un período de menos de 256 días kryptonianos. Consulte la entrada del Calendario Kryptoniano para obtener detalles sobre la relación entre los ciclos solares kryptonianos y los años terrestres.
- Ak-Var — Ak-Var fue sentenciado a aproximadamente treinta años terrestres (veintidós ciclos solares kryptonianos)[22] en la Zona Fantasma por conspirar para robar una reliquia venerada llamada Piedra Solar de un museo. Después de haber cumplido su sentencia completa, Ak-Var fue liberado por Superman y llevado a la ciudad-botella de Kandor. Ak-Var se convirtió en el asistente de laboratorio del primo de Superman, Van-Zee.[23] Algún tiempo después, Van-Zee adoptó la identidad disfrazada de Nightwing, y Ak-Var se convirtió en su socio Flamebird.[24]
- Ar-Ual — Ar-Ual fue sentenciado a cincuenta ciclos solares kryptonianos (68.5 años terrestres) en la Zona Fantasma por destruir conocimientos invaluables y privar a Krypton de mil años de progreso científico. Cuando una nave de guerra espacial alienígena que se acercaba a la Tierra explotó, la explosión abrió una grieta temporal en la Zona. Ar-Ual escapó de la Zona, capturó y encarceló a Wonder Woman, luego se hizo pasar por ella para poder engañar a Superman para que se casara. Ar-Ual pensó que Superman nunca sospecharía que su esposa gobierna el mundo del crimen. Superman descubrió su engaño y la devolvió a la Zona.[25]
- Az-Rel — Az-Rel era un delincuente de poca monta de Bokos, la Isla de los Ladrones. Poseía poderes piróticos. Su compañera, Nadira, poseía poderes psicoquinéticos. Juntos robaron a víctimas indefensas en Erkol, la ciudad más antigua de Krypton. Ambos fueron capturados y sentenciados a quince ciclos solares kryptonianos (20.55 años terrestres)[26] en la Zona Fantasma. Los dos criminales estaban entre los liberados de la Zona cuando Quex-Ul fue manipulado para construir y activar un tosco Proyector de la Zona Fantasma.[27] Más tarde, Nadira murió cuando Jer-Em agonizante la expuso a la Kryptonita verde. En su agonía agonizante, Nadira infligió dolor telequinéticamente a Az-Rel, que desató su pirocinesis sobre sí mismo, incinerándolo.[28]
- Bal-Gra — La historia y la sentencia de este prisionero no fueron reveladas. Bal-Gra una vez escapó de la Zona Fantasma a través de una deformación espacial temporal. Se jactó ante Superman de que era el hombre más fuerte de Krypton. Lois Lane logró exponer a Bal-Gra a la Kryptonita, lo que le robó permanentemente sus superpoderes. Luego fue enviado de regreso a la Zona por Lorraine Lewis, una científica brillante que había construido su propio proyector de la Zona Fantasma.[29]
- Blak-Du — La historia y la sentencia de este prisionero no fueron reveladas. Blak-Du era el compañero de cuarto de Jor-El en la Universidad de Krypton y fue calificado como científicamente brillante.[30]
- Cha-Mel — Cha-Mel era un joven inteligente que desarrolló un spray secreto que le permitió controlar su apariencia. Se volvió hacia el crimen, pero cometió el error fatal de hacerse pasar por Jor-El e intentar robar su casa. Jor-El regresó a casa demasiado pronto y frustró el intento de Cha-Mel. El joven ladrón fue sentenciado a la Zona Fantasma por su crimen. Años más tarde, Cha-Mel logró tomar la forma de Superboy y engañar al verdadero Superboy para que ingresara a la Zona. Cha-Mel luego manipuló a los padres de Superboy para que lo liberaran. Trató de asegurar el proyector de la Zona Fantasma para liberar a los otros prisioneros, pero el dispositivo fue destruido en un tira y afloja con Krypto, devolviéndolo a la Zona Fantasma mientras liberaba a Superboy.[31]
- General Dru-Zod (General Zod)[32] — El General Zod fue sentenciado a cuarenta ciclos solares kryptonianos (54.8 años terrestres) por usar un rayo duplicador para crear un ejército privado de clones imperfectos (Bizarros) para derrocar al gobierno.[33]
- Erndine Ze-Da (Zeda)[34] — La historia y la sentencia de este prisionero no fueron reveladas. Un día, un volcán de los Mares del Sur explotó y la conmoción cerebral abrió una brecha temporal en la Zona Fantasma, permitiendo que Erndine Ze-Da y el Dr. Xadu escaparan. Ellos idearon un plan para atrapar a Superboy en la Zona, pero él se dio cuenta de su plan y los dejó varados en el planeta Exon.[35] Años más tarde, Erndine y el Dr. Xadu, que desde entonces se habían casado y adquirido el secreto del poder cósmico, escaparon de Exon y regresaron a la Tierra. Superman los derrotó de nuevo y los colocó en celdas separadas en dos mundos diferentes.[36]
- Faora Hu-Ul — Faora es una experta en artes marciales y odia a los hombres, que fue sentenciada a trescientos ciclos solares kryptonianos (411 años terrestres) en la Zona Fantasma por causar la muerte de veintitrés hombres en su propio campo de concentración. Una vez escapó del cautiverio usando la telepatía para manipular a un terrícola llamado Jackson Porter para que la liberara de la Zona.[37]
- Gann Artar — En una historia imaginaria, un criminal llamado Gann Artar fue sentenciado a cincuenta ciclos solares kryptonianos (68.5 años terrestres) por usar su rayo de-evolutivo para crear monstruos grandes y peligrosos.[38]
- Gaz-Or (el Poderoso Gazor)[39] — Después de una vida de villanía científica, y debido a que se estaba muriendo de viejo, el Poderoso Gazor intentó usar su máquina de terremotos para destruir Krypton. Fue detenido por Jor-El, que había llegado justo a tiempo, y condenado a la Zona Fantasma por su crimen. Gazor afirmó que había recibido la sentencia más larga jamás dictada a alguien condenado a la Zona Fantasma. Esto contradice el hecho de que Jax-Ur y Orn-Zu recibieron cadenas perpetuas. Sin embargo, después de que Mon-El fue liberado de la Zona en el siglo 30, Gazor fue de hecho el único prisionero que quedó en esa dimensión fantasmal.[4]
- Gor-Nu — Una vez que fue el mejor bioquímico de Krypton, los imprudentes experimentos de Gor-Nu causaron varias muertes. Fue sentenciado a cincuenta ciclos solares kryptonianos (68.5 años terrestres) en la Zona Fantasma. Cuando una amenaza de cristal letal amenazó con destruir la ciudad botella de Kandor, Superman liberó a Gor-Nu con la esperanza de encontrar una manera de detenerlo. Gor-Nu tuvo éxito, pero luego trató de traicionar a Superman. Los planes de Gor-Nu fueron frustrados y regresó a la Zona.[40]
- Gra-Mo y 2 asistentes — El criminal Gra-Mo y sus dos asistentes (uno posiblemente llamado Ni-Van[41]) fueron capturados, sentenciados a cadena perpetua por intentar apoderarse de Krypton con las hordas de robots de Gra-Mo, colocados en animación suspendida y encarcelado en una cápsula espacial que se colocó en órbita alrededor de Krypton. Fueron los últimos criminales en recibir este tipo de castigo. Después de la destrucción de Krypton, la cápsula se desplazó por el espacio y finalmente se despertaron y viajaron a la Tierra. Cuando Superboy se enteró de su naturaleza criminal, descubrió una manera de derrotarlos y los proyectó hacia la Zona Fantasma.[42]
- El Inventor — La historia y la sentencia de este prisionero no kryptoniano no se revelaron.[43]
- Jackson Porter de la Tierra — La prisionera de la Zona Fantasma, Faora Hu-Ul, usó la telepatía para engañar a Jackson Porter haciéndole creer que era el fantasma de su esposa muerta, Katie. Faora pronto lo manipuló para liberarla de la Zona. Después de que fue devuelta a su prisión, Jackson permanentemente engañado eligió seguirla a la Zona.[37]
- Jax-Ur — Jax-Ur era un científico kryptoniano rebelde que fue condenado a una eternidad en la Zona Fantasma por violar la ley que prohibía a cualquiera experimentar con un explosivo no probado. Su cohete falló su objetivo y destruyó Wegthor, una luna habitada de Krypton, matando a quinientos colonos. Fue el primer prisionero proyectado en la Zona Fantasma de Krypton. También se convirtió en el primer prisionero en escapar de la Zona cuando un cometa que pasaba creó una deformación momentánea a través de la cual se deslizó.[44]
- Jer-Em — Jer-Em era un fanático religioso que fue sentenciado a treinta ciclos solares kryptonianos (41.1 años terrestres) en la Zona Fantasma por aniquilar los superpoderes de la gente de Argo City (el lugar de nacimiento de la futura Supergirl) guiando vuelve hacia un sol rojo, dejando a los residentes varados en su ciudad en el espacio.[45] Jer-Em estaba entre los liberados de la Zona cuando Quex-Ul fue manipulado para construir y activar un tosco Proyector de la Zona Fantasma.[27] Más tarde, Jer-Em se expuso deliberadamente a la kriptonita verde para poder entrar en la otra vida kryptoniana.[7]
- Kru-El — Kru-El era un diseñador de armas y primo de Jor-El[46] (el padre del futuro Superman). Fue sentenciado a treinta y cinco ciclos solares kryptonianos (47.95 años terrestres) por desarrollar un arsenal de armas prohibidas superpoderosas.[47] Nota: Kru-El es representado erróneamente con el traje del Dr. Xadu en al menos cinco apariciones.
- Kur-Dul — La historia y sentencia de este prisionero no fue revelada. Kur-Dul cumplió su sentencia completa[48] y fue liberado por Superman y la junta de libertad condicional de Kandorian.[40]
- Lar Gand de Daxam (Mon-El) — Un joven superpoderoso llegó a la Tierra con amnesia. Fue encontrado por Superboy, quien sospechaba que el joven podría ser su hermano mayor. Superboy lo llamó Mon-El, porque se conocieron un lunes. Cuando Mon-El fue expuesto más tarde al plomo, colapsó de dolor. Su memoria volvió y explicó que él es del planeta Daxam, cuyos nativos tienen una vulnerabilidad letal al plomo. Para salvar la vida de Mon-El, Superboy lo proyectó en la Zona Fantasma.[49] Mon-El pasó mil años en la Zona antes de ser liberado y curado por la Legión de Super-Héroes.[50]
- Lar-On — Lar-On se vio afectado por una enfermedad de los hombres criaturas para la que no se conocía cura. Fue enviado a la Zona Fantasma por Jor-El hasta que se pudiera encontrar una cura para la enfermedad. Lar-On fue posteriormente liberado sin saberlo por un científico llamado Profesor Jeremiah Terry cuando intentó crear un portal a la Tierra-Dos. Lar-On fue capturado por Superman y Batman, quienes lo devolvieron a la Zona.[51]
- Lester Wallace de la Tierra — Después de ser manipulado mentalmente por el prisionero de la Zona Fantasma, Zan-Em, para desarrollar un profundo odio hacia los extraterrestres y hacer que traicionara a Superboy, Lester Wallace se dio cuenta de que se había convertido en lo que despreciaba. Se proyectó a sí mismo en la Zona Fantasma como castigo.[52]
- L. Finn - No se reveló la historia ni la sentencia de este prisionero no kryptoniano.[43]
- Lois Lane de la Tierra — Lois Lane viajó en el tiempo de regreso a Krypton antes de que explotara, y Jor-El la atrapó accidentalmente en la Zona Fantasma cuando estaba probando su nuevo dispositivo Proyector. Pasó más de dos décadas y media allí antes de ser descubierta y liberada por Superman.[53]
- Marok — La historia y la sentencia de este prisionero no fueron reveladas.[53]
- Murkk — La historia y la sentencia de este prisionero no fueron reveladas.[54] Murkk estaba entre un grupo de prisioneros de la Zona Fantasma que escaparon concentrando sus energías mentales en una joya de Kryptonita. Más tarde fue desintegrado por los Vrangs.[55]
- Nadira Va-Dim[56]— Nadira era una delincuente menor de Bokos, la Isla de los Ladrones. Poseía poderes psicoquinéticos. Su compañero, Az-Rel, poseía poderes piróticos. Juntos robaron a víctimas indefensas en Erkol, la ciudad más antigua de Krypton. Ambos fueron capturados y sentenciados a quince ciclos solares kryptonianos (20.55 años terrestres)[57] Más tarde, Nadira murió cuando Jer-Em agonizante la expuso a la kryptonita verde.[28]
- Nam-Ek — Los Rondors eran bestias kryptonianas horribles y malolientes cuyos cuernos irradiaban un rayo curativo natural. Tan valiosos eran los animales que su matanza fue prohibida. Hace 500 años, Nam-Ek, un científico kryptoniano, mató a dos Rondor para poder estudiar los poderes de sus cuernos. Extrajo un suero de los cuernos curativos, que le otorgaría la inmortalidad. Cuando cuatro personas murieron porque no había Rondors disponibles, fue acusado de asesinato. Eludió la captura y bebió el suero. En el siguiente instante, se transformó en un Rondor humano inmortal. 500 años después, cuando Krypton explotó, Nam-Ek quedó a la deriva en el espacio.[58][59] Nam-Ek fue recuperado más tarde por Amalak el Kryptonian-Killer, quien intentó matarlo, pero descubrió que era imposible. Cuando la nave espacial de Amalak entró en un sistema solar amarillo, Nam-Ek ganó superpoderes y se dirigió a la Tierra para advertir a Superman. Después de la derrota de Amalak, Nam-Ek fue proyectado a la Zona Fantasma por Superman porque había estado exhibiendo peligrosos ataques de locura.[60]
- Orn-Zu — Creyendo que el sol de Krypton pronto se volvería nova, Orn-Zu creó a Jorlan, un androide diseñado para atraer a los niños hipnóticamente. Tenía la intención de usarlo para salvar la juventud de su mundo secuestrándolos y quitándolos de Krypton. Orn-Zu fue sentenciado a una eternidad en la Zona Fantasma. Cuando Jorlan llegó a la Tierra, intentó completar su misión.[61] Orn-Zu convenció a Superman de que lo liberara de la Zona, y ambos se enfrentaron al androide. Ya muriendo de Pythagra Fever, Orn-Zu sacrificó su vida para ayudar a detener su creación.[62]
- Py-Ron (Evil-Man) - Py-Ron fue sentenciado a cincuenta ciclos solares kryptonianos (68.5 años terrestres) en la Zona Fantasma por utilizar experimentos prohibidos para convertir a los humanos en extraños monstruos parecidos a pájaros. Años más tarde, una erupción volcánica liberó a Py-Ron de la Zona. Se puso un disfraz y acosó a Superman, usando el nombre Evil-Man. Superman pronto capturó a Py-Ron y lo devolvió a su prisión. Unos años después de eso, cuando Supergirl fue obligada a través de la hipnosis por la Hermandad del Mal para probar un veneno mortal en un sobrehumano, Py-Ron aceptó ser su sujeto de prueba. Cuando Py-Ron pareció morir, Supergirl se vio obligada a darle el veneno a Superman y a ella misma. Afortunadamente, Cometa el Super Caballo se había enterado del veneno y lo alteró con su visión de rayos X para que solo pusiera a las víctimas en animación suspendida durante unas horas. Cuando Py-Ron se despertó, intentó ganarse el derecho a permanecer fuera de la Zona volando a Feminax, el mundo natal de la Hermandad, y matando a todos en represalia. Por su acción despiadada, Superman proyectó a Py-Ron de regreso a la Zona Fantasma.[63]
- Quex-Ul (Charlie Kweskill) – Quex-Ul fue sentenciado a casi 25 años terrestres (18 ciclos solares kryptonianos) en la Zona Fantasma por matar a los raros Rondors y cortar sus cuernos radiantes y curativos. Fue el último prisionero proyectado en la Zona de Krypton. Cuando cumplió su sentencia completa, Quex-Ul notificó a Superman y fue liberado. Quex-Ul tenía la intención de vengarse de Jor-El, el hombre que lo sentenció a la Zona, exponiendo a su hijo Superman a la kryptonita dorada. Cuando Superman demostró que Quex-Ul era inocente, después de haber sido incriminado por Rog-Ar, Quex-Ul intentó evitar que Superman fuera expuesto. Quex-Ul se expuso inadvertidamente y le robaron sus poderes y su memoria.[64] Clark Kent puso a Quex-Ul con un trabajo en el Daily Planet utilizando el alias Charlie Kweskill.[7]
- Ral-En — Ral-En era un amigo de la universidad y socio de Jor-El, e hijo del famoso psicólogo Mag-En. Con la ayuda de su padre, Ral-En usó el hiper-hipnotismo para hacer creer a todos que había ganado superpoderes y luego intentó convertirse en el gobernante de Krypton. Jor-El expuso su plan y Ral-En fue sentenciado a la Zona Fantasma.[65] Nota: La existencia del bebé Kal-El (Superman) y la ciudad de Kandor fueron cruciales para esta historia. Dado que Kandor fue robado por Brainiac antes del nacimiento de Kal-El y la invención del proyector Zona Fantasma, toda esta historia es imposible.[66]
- Ran-Zo — La historia y la sentencia de este prisionero no fueron reveladas.[53]
- Ras-Krom — La historia y la sentencia de este prisionero no fueron reveladas. Ras-Krom era un criminal kryptoniano supersticioso que escapó de la Zona Fantasma cuando una explosión atómica abrió una pequeña brecha entre los mundos. Intentó liberar a los otros prisioneros, pero Superman y Jimmy Olsen lo burlaron y lo volvieron a encarcelar.[67]
- Roz-Em — El criminal Roz-Em se sometió a una cirugía plástica para parecerse exactamente a Nim-El (el hermano gemelo de Jor-El). Intentó robar un arma valiosa de la Armería de Armas Prohibidas, pero fue capturado por Jor-El y el verdadero Nim-El. Fue colocado en animación suspendida y encarcelado en una cápsula espacial que se colocó en órbita alrededor de Krypton.[68] Después de la destrucción de Krypton, la cápsula se desplazó por el espacio, y Roz-Em finalmente se despertó y viajó a la Tierra. Planeaba vengarse del sobrino de Nim-El, Superboy, pretendiendo ser un Superman creado a partir de la exposición de Superboy a la kryptonita roja. Superboy descubrió la artimaña de Roz-Em y lo proyectó en la Zona Fantasma.[69]
- Shyla Kor-Onn[70] — Una científica brillante llamada Shyla Kor-Onn fue sentenciada a un ciclo solar kryptoniano (1.37 años terrestres) por el crimen de homicidio. Ella quedó atrapada en la Zona Fantasma mucho después de su período de castigo debido a la destrucción de Krypton. Después de innumerables fracasos, Shyla predijo que podría usar sus poderes mentales para manipular a un piloto a reacción para que vuele su avión de una manera específica que crearía un desgarro en la Zona. Ella escapó de su prisión y luchó contra Supergirl. Cuando Shyla intentó usar el Proyector de la Zona Fantasma en la Fortaleza de la Soledad de Superman para liberar a los otros prisioneros de la Zona Fantasma, Supergirl pudo proyectarla de regreso a la Zona.[71] Poco tiempo después, Shyla fue liberada en la ciudad botella de Kandor, donde intentó vengarse de Supergirl.[72]
- Tal-Var de la Dimensión Oscura — Jimmy Olsen liberó accidentalmente al malvado Tal-Var de la Dimensión Oscura. Tenía la intención de saquear y devastar la Tierra, luego atrapar y matar a Superman. Usando su ingenio, Jimmy pudo proyectar al extraterrestre en la Zona Fantasma antes de que pudiera llevar a cabo sus amenazas.[73]
- Thul-Kar — El último de los magos de Juru, Thul-Kar usó magia para teletransportarse a la Zona Fantasma el día de la destrucción de Krypton. Fue el primero en descubrir las conexiones de la Zona Fantasma con la entidad llamada Aethyr.[6]
- Tor-An — Tor-An fue condenado a la Zona Fantasma por llevar a cabo experimentos prohibidos que transfirieron las mentes de una familia kryptoniana a los cuerpos de los monstruos. Años más tarde, instruyó a un grupo de prisioneros de la Zona Fantasma para que usaran sus poderes mentales combinados para incitar al alcalde de Midvale a pedirle a Supergirl que realizara una hazaña que abriría una pequeña grieta en la Zona. El guapo Tor-An escapó y engañó a Supergirl para que se casara con él. Cuando comenzó a regodearse de que ella ahora sería deshonrada para siempre, se enteró para su consternación de que el matrimonio no era válido y que él mismo había sido engañado por Supergirl. Rápidamente fue capturado y devuelto a su prisión.[74]
- Toymaster — La historia y la sentencia de este prisionero no kryptoniano no fueron reveladas.[43]
- Tra-Gob — Tra-Gob era el líder de una banda de ladrones kryptonianos que asaltaron los invaluables Archivos de Ciencias. Fue traicionado por sus propios hombres, pero fue rescatado por Jor-El antes de que pudieran exterminarlo. Tra-Gob fue sentenciado a casi 40 años terrestres (29 ciclos solares kryptonianos) por su crimen, pero aun así se mantuvo profundamente agradecido con Jor-El. Tra-Gob estuvo en la Zona Fantasma durante casi 30 años terrestres[75] antes de escapar debido a una extraña interrupción de la aurora boreal. Rescató a Superman y Lois Lane de un monstruo kryptoniano, pagando su deuda con Jor-El. Mientras Tra-Gob regresaba a la Zona para terminar su sentencia, Superman comentó que podría ser perdonado en Kandor por su buen comportamiento.[76]
- Tyb-Ol — La historia y la sentencia de este prisionero no fueron reveladas.[54] Tyb-Ol estaba entre un grupo de prisioneros de la Zona Fantasma que escaparon concentrando sus energías mentales en una joya de kryptonita. Más tarde fue desintegrado por los Vrangs.[55]
- Profesor Va-Kox (Profesor Vakox)[77] — Va-Kox, un genetista loco, fue sentenciado a cincuenta ciclos solares kryptonianos (68.5 años terrestres) por arrojar un tubo de ensayo lleno de su experimento de fuerza vital al Gran Lago Krypton. creando un enorme monstruo mutado.[78]
- Vax-Nor — La historia y la sentencia de este prisionero no fueron reveladas. Vax-Nor cumplió su sentencia completa[48] y fue liberado por Superman y la junta de libertad condicional de Kandorian.
- Vorb-Un — Vorb-Un fue sentenciado a diez ciclos solares kryptonianos (13.7 años terrestres)[79] en la Zona Fantasma por experimentar con elementos prohibidos sin el permiso del Consejo Científico. Durante una audiencia de libertad condicional en Kandor, Vorb-Un le explicó a Superman y a la junta de libertad condicional que su sentencia estaba casi terminada e insistió en que se había arrepentido. Debido a su avanzada edad y su sincero remordimiento, fue liberado de su prisión.[80]
- Vor-Kil — El crimen y la sentencia de este prisionero no fueron revelados. Vor-Kil escapó de la Zona Fantasma cuando la actividad de las manchas solares abrió una brecha temporal con la Tierra. Luchó contra Superman usando el arte marcial kryptoniano de Klurkor. Superman lo atrajo de nuevo al cautiverio con la ayuda de Jimmy Olsen.[81]
- Dr. Xadu — El Dr. Xadu fue sentenciado a treinta ciclos solares kryptonianos (41.1 años terrestres)[82] por violar la ley que prohíbe el uso de animación suspendida en cualquier investigación científica.[33] Más tarde escapó de la Zona Fantasma con un prisionero llamado Erndine Ze-Da cuando un volcán de los Mares del Sur explotó y abrió una brecha temporal en la Zona Fantasma. Ellos idearon un plan para atrapar a Superboy en la Zona, pero él se dio cuenta de su plan y los dejó varados en el planeta Exon.[35] Años más tarde, el Dr. Xadu y Erndine, que desde entonces se habían casado y adquirido el secreto del poder cósmico, escaparon de Exon y regresaron a la Tierra. Superman los derrotó de nuevo y los colocó en celdas separadas en dos mundos diferentes.[36] Inexplicablemente, el Dr. Xadu apareció en la Zona Fantasma en muchas historias ambientadas entre estos dos cuentos.[83] Esta contradicción nunca se aborda. Nota: Kru-El está representado erróneamente con el atuendo del Dr. Xadu en al menos cinco apariciones.
- Zan-Ar — El crimen y la sentencia de este prisionero no fueron revelados.[53]
- Zan-Em — Zan-Em era un científico psíquico que fue desterrado a la Zona Fantasma por experimentos de control mental no autorizados. Como parte de su plan para escapar de la Zona y atrapar a Superboy allí, Zan-Em manipuló mentalmente a Lester Wallace para que desarrollara un odio hacia los extraterrestres. Cuando Lester proyectó a Superboy en la Zona, Zan-Em comentó que había estado en la dimensión de la prisión durante casi dos décadas.[84] Superboy escapó de la Zona, dejando a Zan-Em atrapado en su prisión.[85]
- Zo-Mar — El criminal Zo-Mar fue capturado, sentenciado a cadena perpetua por intentar esclavizar a todo Krypton, colocado en animación suspendida y encarcelado en una cápsula espacial que se colocó en órbita alrededor de Krypton. Después de la destrucción de Krypton, la cápsula se desplazó por el espacio y Zo-Mar finalmente se despertó y viajó a la Tierra. Con la ayuda de los Challengers of the Unknown, Superman capturó a Zo-Mar y lo proyectó en la Zona Fantasma.[86]
- Científico kandoriano anónimo — Un científico en Kandor fue sentenciado a veinte ciclos solares kryptonianos (27.4 años terrestres) por realizar experimentos con la bomba Z, a pesar de que se le advirtió que podría hacer explotar accidentalmente la ciudad botella.[87]
- Criatura de energía sin nombre — Una forma de vida extraterrestre cuya raza evolucionó a energía pura siguió a una sonda terrestre de regreso a la Tierra. La entidad pudo poseer y controlar otros objetos y seres físicos, y usó esta habilidad para causar estragos. Superman y Lois Lane engañaron a la criatura para convertirla en una marioneta de Superman, luego la proyectaron en la Zona Fantasma.[88]
- Dos miembros no identificados del Superman Revenge Squad — Dos miembros del Superman Revenge Squad intentaron esclavizar a la gente de New Krypton (también conocido como Rokyn), pero Superman frustró sus planes al proyectarlos en la Zona Fantasma.[89]

### Los internos en Post-Crisis
Los siguientes fueron encarcelados en la Zona Fantasma:
- Az-Rel y Nadira Va-Dim — En Post-Crisis, Az-Rel y su novia Nadira Va-Dim son kryptonianos que Ursa había reclutado para ser agentes durmientes en la Tierra.[90]
- Bizarro — Los kandorianos lo arrojaron a la Zona Fantasma.[13]
- Car-Vex — Un criminal kryptoniano que fue desterrado a la Zona Fantasma. Más tarde, el General Zod la reclutó para ser un agente durmiente en la Tierra, donde se infiltró en el Proyecto 7734 bajo el alias de Oficial Romundi de la Policía Científica.[91]
- Dev-Em — Un kryptoniano que fue arrestado y encarcelado en la Zona Fantasma por asesinato y perversión.[92]
- Doomsday — Debido a sus poderes de adaptación, Doomsday evolucionó de una manera en la que sus puños atravesaron la Zona Fantasma, lo que le permitió escapar.
- Faora —
- General Zod — Un general militar kryptoniano que fue exiliado a la Zona Fantasma después de intentar derrocar al Consejo Kryptoniano para poder apoderarse de Krypton.
- Jax-Ur —
- Non — Non es un antiguo amigo y colega científico de Jor-El. Después de liderar un movimiento separatista que planeaba contarle a todo Krypton lo que le sucederá a su planeta, es secuestrado y lobotomizado por el Consejo Científico de Krypton. Esto lo deja como un bruto mínimamente verbal y altamente agresivo. Algunos aspectos de su personalidad sobreviven y afloran como una bondad extrema cuando trata con niños. Sirviendo como ejecutor del General Zod, también se convierte en tutor y cuidador del hijo de Zod, Chris Kent.
- Parásito — Los kandorianos lo arrojaron a la Zona Fantasma.[13]
- Prankster — Los kandorianos lo arrojaron a la Zona Fantasma.[13]
- Prometheus —
- Quex-Ul — En la Post-Crisis, Quex-Ul es un criminal kryptoniano que fue desterrado a la Zona Fantasma y luego fue reclutado por el General Zod para ser un agente durmiente en la Tierra.[91]
- Silver Banshee — Los kandorianos la arrojaron a la Zona Fantasma.[13]
- Tor-An — Un kryptoniano que estaba del lado del general Zod y fue encarcelado en la Zona Fantasma. Cuando Ursa fue acusada de asignar a cinco krypontianos como agentes durmientes en la Tierra, Tor-An asumió la identidad de un empresario humano llamado David Carter y se convirtió en el CEO de Empire Communications Network con sede en Sídney, Australia. Fue derrotado por Flamebird y Nightwing y reencarcelado en la Zona Fantasma. Tor-An fue asesinado más tarde por Ursa.[93]
- Toyman — Los kandorianos lo arrojaron a la Zona Fantasma.[13]
- Ursa — Ursa es la amante del General Zod y la madre de Chris Kent. Después de que Non es lobotomizado por el Consejo de Ciencias, ella instigó una rebelión abierta junto con el General Zod. Como resultado, los tres fueron exiliados a la Zona Fantasma.
- Val-Ty — Un sociópata kryptoniano que una vez luchó contra Tomar-Re, a quien eludió al destruir la ciudad de Xan. Más tarde fue capturado y colocado en la Zona Fantasma. Cuando se emitió la amnistía general de Zod, él y los otros criminales de la Zona Fantasma fueron liberados. A diferencia del grupo que fue con Ursa, Val se quedó en New Krypton, volviéndose rebelde. Fue el objetivo de una persecución por parte del Gremio Militar, y finalmente fue capturado por el Fragmento Rojo de Kal-El por el que juró venganza.
- Marcianos Blancos —

### Reclusos enAll-Star Superman
- Bar-El — Un astronauta kryptoniano que fue uno de los pocos supervivientes de Krypton. Él y Lilo fueron colocados en la Zona Fantasma hasta que Superman pueda encontrar una cura para su enfermedad de Kryptonita.
- Lilo — Una astronauta kryptoniana que fue uno de los pocos supervivientes de Krypton. Ella y Bar-El fueron colocados en la Zona Fantasma hasta que Superman pueda encontrar una cura para su enfermedad de Kryptonita.

### Presos enThe New 52
- General Zod —
- Faora —
- Jax-Ur —
- Krypto — Sellado en la Zona Fantasma al evitar que Xa-Du escape. Fue lanzado por Superman en Action Comics # 13 (diciembre de 2012).
- Non —
- Ras-Krom —
- Ursa —
- Vak-Ox —
- Xa-Du — Un científico que fue encarcelado en la Zona Fantasma por realizar experimentos ilegales relacionados con la animación suspendida.
- Ovo — Atrapado en la Zona Fantasma el 5 de abril de 2019 cuando, sin saberlo, tropezó con un viaje DMT.

## Otras versiones

### Superman y Batman: Generaciones
En la historia de Elseworlds Superman & Batman: generaciones, Superman es sentenciado a la Zona Fantasma en 1989 cuando se le despoja de sus poderes en un enfrentamiento con el Ultra-Humanidad que termina con la muerte de su enemigo, después de que las acciones del Ultra-Humanita llevaron a la muerte de la esposa de Superman, Lois Lane, y su hijo Joel, siendo engañados para que maten a la hija de Superman, Kara, antes de que Joel muera él mismo, además de organizar varios 'accidentes' para los otros seres queridos restantes de Clark Kent. Los jueces razonan que incluso si Superman siente que pudo haber matado a su enemigo deliberadamente después de la muerte de su familia y amigos, ponerlo en una prisión convencional sin sus poderes sería peligroso y el confinamiento solitario era demasiado extremo dados sus hechos pasados, seleccionar el Zona basada en la sugerencia del nuevo Batman, Bruce Wayne Jr. Superman es liberado en 1999 por el ahora rejuvenecido Bruce Wayne cuando Bruce regresa al papel de Batman, Bruce y señala que está terminando la oración unos meses antes, pero está seguro de que nadie objetaría la liberación anticipada «por buen comportamiento», aunque Superman pudo aparecer brevemente como un fantasma en el mundo real en 1997 para distraer a un enemigo que estaba a punto de matar a Knightwing (el nieto de Superman, adoptado por el hijo de Batman después de la muerte de los hijos de Superman).

## En otros medios

### Televisión
- En la temporada 1978 de Súper amigos hay un episodio titulado «Terror from the Phantom Zone» en el que la colisión de un cometa hace que la Zona Fantasma libere a tres villanos kryptonianos Hul (con la voz de Stanley Jones), Rom-Lok (con la voz de Michael Bell) y Logar (con la voz de Bob Holt) que son exclusivos de esta serie. Los villanos se embarcan en una ola de crímenes y destierran a los Súper Amigos a la Zona Fantasma, pero mantienen a Superman en la Tierra donde lo exponen a la kryptonita roja que hace que envejezca rápidamente, aunque la kryptonita roja también le dio a Rom-Lok una apariencia que se parece a Shaggy Man. Los villanos disfrutan mucho mostrando al «viejo Superman» ante el mundo. Superman, con la ayuda de la computadora de la Liga de la Justicia, se las arregla para descubrir que la kryptonita azul puede revertir el proceso de envejecimiento porque la kryptonita azul es dañina para Bizarro y por lo tanto debería ser útil para Superman. Superman encuentra la kriptonita azul y vuelve a la normalidad, luego emprende su búsqueda para rescatar a los otros Super Amigos y finalmente enviar a los tres villanos de regreso a la Zona Fantasma. Los tres villanos regresan más tarde en un episodio de «temporada perdida» de 1983 titulado «El regreso de los fantasmas». Aquí, secuestran el transportador espacio-temporal de un extraterrestre y regresan en el tiempo a Smallville y atacan a Superboy, para evitar que se convierta en Superman. Afortunadamente, el piloto de esa nave fue a advertir a los Súper Amigos sobre lo que el trío estaría intentando y guio a Superman y Green Lantern al período de tiempo adecuado para ayudar al niño. La versión de Súper amigos de la Zona Fantasma se describe como:

Mucho más allá de los límites de la Vía Láctea. En el vacío inexplorado del espacio profundo. Una increíble quinta dimensión del espacio y el tiempo, se encuentra paralela al universo que conocemos. Este interesante la deformación interestelar que tiene a los criminales más siniestros y despiadados de la galaxia es la infame Zona Fantasma.

- La estructura molecular de cualquier persona exiliada en la Zona aparece blanca y negra. Los dispositivos de Batman y los poderes Exxor de los Gemelos Fantásticos son inútiles dentro de la Zona Fantasma.

- La Zona Fantasma aparece en el episodio de Superman, «The Hunter». El General Zod y sus seguidoras Ursa y Faora se muestran como prisioneros en la Zona Fantasma.
- Aunque la Zona Fantasma no se menciona ni se muestra explícitamente en Lois & Clark: Las Nuevas Aventuras de Superman, hay un tipo similar de medio que se asemeja a su representación en los episodios de la cuarta temporada «Meet John Doe» y «Lois and Clarks». Un utópico del futuro Andrus programó una «tableta del tiempo» para atrapar al fugitivo Tempus en un cubo de espacio-tiempo si intentaba controlar la tableta. Sin embargo, Tempus engañó a Superman para que quedara atrapado en el cubo, que luego se perdió en el espacio-tiempo. Superman fue rescatado por H. G. Wells cuando se descubrió al segundo Clark que desapareció. Otro episodio de esa temporada, «Battleground Earth», presentó otro análogo, una forma kryptoniana de pena capital (practicada por una colonia sobreviviente); dispositivos capaces de esparcir el cuerpo de un criminal por el universo. Superman fue sentenciado a este castigo, pero debido a hechos recién descubiertos y una violación del procedimiento, el proceso se revirtió antes de que pudiera completarse. No está claro si un procedimiento completamente completo podría revertirse y, de ser así, si hay un punto después del cual se vuelve irreversible. Superman se sentía tembloroso inmediatamente después del procedimiento (que parecía ser doloroso), pero se recuperó rápidamente.
- La Zona Fantasma se menciona por primera vez en el primer episodio de Superman: la serie animada, «El último hijo de Krypton, Parte 1». Jor-El intentó convencer a todos de que ingresaran a la Zona Fantasma para salvarse de la destrucción de Krypton, y un hombre sería enviado a través de una nave espacial para restablecer la población de Krypton en un nuevo mundo. Dado que esta idea no fue aceptada por el Consejo Científico de Krypton, Jor-Él envió a su hijo en la nave espacial a la Tierra junto con el proyector Zona Fantasma. En el episodio «Explosiones del pasado», Superman descubre el proyector de la Zona Fantasma que también tiene una función de comunicación que le permite conversar con los internos. Se pone en contacto con la traidora convicta Mala (que es una adaptación libre de Ursa de Superman II). Se entera de que la sentencia de 20 años de Mala en la Zona Fantasma ha terminado y la libera. Esperaba formar a Mala como su colaboradora. Desafortunadamente, Superman luego se entera de que Mala es arrogante y hambrienta de poder, lo suficiente como para posiblemente requerir devolverla a la Zona Fantasma. Cuando se entera de que Kal-El (el nombre kryptoniano de Superman) prefiere la compañía de una cierta terrestre llamada Lois Lane, Mala se vuelve contra Superman y luego libera al General Jax-Ur (una versión del General Zod, aunque el nombre de otro villano de los cómics de Superman) para apoderarse de la Tierra. Fueron desterrados una vez más a la Zona Fantasma al final de la historia cuando Superman comentó «Libertad Condicional revocada». En «Absolute Power», Jax-Ur y Mala más tarde son liberados accidentalmente en otro planeta remoto donde lo rehacen a la imagen de Krypton. Durante una pelea con la flota kryptoniana, Jax-Ur y Mala finalmente son enviados a un agujero negro.
- En el episodio de Liga de la Justicia Ilimitada, «The Doomsday Sanction», Superman y la Liga de la Justicia envían al casi imparable Doomsday a la Zona Fantasma después de su captura. Este uso de la Zona Fantasma, sentenciando efectivamente a Doomsday a cadena perpetua sin juicio, presentó argumentos masivos sobre el derecho de la Liga de la Justicia a emitir tales juicios. Batman estaba especialmente preocupado por este movimiento porque su veredicto sobre Doomsday habría sido una decisión que habrían tomado los Amos de la Justicia.
- En la serie animada Legion of Super Heroes, la Zona Fantasma se acerca a su representación clásica como una dimensión paralela a la que se envían los criminales. Como un retroceso a la versión Pre-Crisis, los habitantes de la Zona se vuelven incorpóreos - esencialmente, fantasmas parecidos a fantasmas - dando así a la Zona su nombre. En esta serie, Superman descubre el proyector Zona Fantasma de su yo anterior, que accidentalmente usa para liberar a un villano llamado Drax (con la voz de Greg Ellis). El proyector finalmente se enciende en los otros legionarios, pero con la ayuda de Phantom Girl, logran escapar sin él y envían a Drax de regreso al mismo tiempo. En una nota relacionada, Drax mencionó que nació en la Zona Fantasma.
- En la serie de televisión Smallville, en el estreno de la quinta temporada «Llegada», Clark Kent lucha contra dos malvados Kryptonianos llamados Nam-Ek & Aethyr (Discípulos de Zod). Cuando se niega a unirse a ellos en su búsqueda para subyugar la Tierra, los kryptonianos intentan desterrar a Clark a la Zona Fantasma usando un brazalete metálico (inscrito con símbolos kryptonianos) que abre un vórtice. Sin embargo, Clark se las arregla para cambiar las tornas, enviándolos al portal. Aparte de su entrada, la Zona Fantasma se representa como un cuadrado negro flotante, similar a su representación en las películas de Superman. En el episodio «Soledad», la inteligencia artificial kryptoniana conocida como Brainiac (haciéndose pasar por el profesor Milton Fine) manipula a Clark para que crea que Jor-El es responsable de la misteriosa enfermedad de Martha. Todo esto es parte de un complot para liberar al General Zod encarcelado. El profesor Fine persuade a Clark para que lo lleve a la Fortaleza de la Soledad, donde le da a Clark un cristal negro y le indica que lo inserte en la consola de control de la Fortaleza, diciendo engañosamente que destruirá a Jor-El y por lo tanto salvará a Martha. Sin embargo, el cristal, una vez insertado en la consola, abre un vórtice en el que se ve otro cuadrado negro, con una figura que se asemeja al General Zod como se muestra en las películas de Superman. Sin embargo, el plan de Brainiac se frustra una vez que Clark retira el cristal. En el episodio «Vessel», el General Zod finalmente es liberado de la Zona Fantasma. Después de habitar a Lex Luthor, Zod atrapa a Clark dentro de la Zona Fantasma usando un brazalete kryptoniano similar al usado en el episodio «Llegada». En el estreno de la sexta temporada, la Zona Fantasma en sí se muestra como un páramo desolado donde Clark se vuelve impotente y mortal. Se revela que fue creado por Jor-El como una prisión no solo para convictos kryptonianos, sino también para criminales de las «28 galaxias conocidas». Los prisioneros más peligrosos (por ejemplo, el General Zod y Bizarro) son despojados de sus formas corporales y luego sus espíritus son arrojados a la Zona. Clark escapa con la ayuda de una mujer kryptoniana llamada Raya, quien afirma haber conocido a Jor-El. Para asegurar su supervivencia, Jor-Él envió a Raya a la Zona Fantasma justo antes de la destrucción de Krypton. Raya revela que los de la sangre de la casa de Jor-El pueden utilizar una salida secreta de la Zona Fantasma, por lo tanto, Clark puede irse. Al escapar de la Zona Fantasma, Clark libera accidentalmente a Raya y a varios prisioneros y fantasmas a la Tierra. Chloe Sullivan se refiere más tarde a los convictos fugados como «Zoners». En el final de la temporada 7, «Arctic», se revela que Brainiac ha atrapado a Kara en la Zona Fantasma. En el episodio de la octava temporada «Bloodline», Clark y Lois están atrapados en la Zona Fantasma, donde se reencuentran con Kara. Además, la esposa de Zod, Faora, toma el control del cuerpo de Lois para que Kara pueda liberarla, y se desata en Metrópolis. En el episodio de la temporada 10 «Icarus», Clark usa un cristal de El para enviar a Slade Wilson a la Zona. Cuando Wilson se encuentra de regreso en la Tierra en «Dominion», Clark y Oliver Queen entran a la Zona para ver cómo fue posible ese escape. Se enteran de que el clon de Zod, que fue enviado a New Krypton con los demás, fue enviado a la Zona Fantasma por sus crímenes. Mientras estaba allí, se fusionó con el fantasma del Zod original, obteniendo todos sus recuerdos, y una transfusión de sangre de Clark le permitió enviar a otros fuera de la Zona. Clark sale de la Zona mientras destruye la consola de control en el lado de la Zona Fantasma para evitar que nadie más se vaya.
- En el episodio piloto de Supergirl, la cápsula de Kara terminó accidentalmente en la Zona Fantasma, que se representa como un área real del espacio real en la que el tiempo no pasa / existe en lugar de una dimensión separada, después de la explosión de Krypton. También se demostró que la Zona Fantasma tenía una prisión de máxima seguridad llamada Fort Rozz que albergaba a criminales como Astra, Caren Falqnerr, el Comandante, Dr. Alphonse Luzano, Gabriel Phillips, Gor, Hellgrammite, Indigo, Jemm, K'hund, Kerfuffle, Moyer, Mur, Non, Tor y Vartox, donde tienen problemas personales con Alura Zor-El, quien los encarceló en la prisión de Fort Rozz. El maestro carcelero era uno de los guardias de la prisión de Fort Rozz. Cuando la cápsula de Kara salió de la Zona Fantasma, Fort Rozz fue sacado intencionalmente con ella cuando Indigo reveló que tomó el control de la cápsula de escape de Kara para poder hacer eso. Como resultado de que Fort Rozz fuera sacado de la Zona Fantasma y se estrellara en la Tierra, muchos de sus presos habían escapado. Además, también hay un proyector Zona Fantasma, un dispositivo utilizado por los kryptonianos para transportar prisioneros en Fort Rozz a la Zona. Más tarde, Kal-El lo recogió y almacenó en la Fortaleza de la Soledad. En «Resist», Kara, Lilian Luthor y Hank Henshaw usan este proyector para abordar una nave Daxamite durante su invasión para salvar a Lena Luthor y Mon-El de Rhea. Después de rescatarlos, Lilian traiciona y deja atrás a Kara y Mon-El mientras transporta a su hija y a ellos mismos a la Fortaleza. Sin embargo, Kara esperaba su traición y su amiga Winn Schott Jr. puso un dispositivo de error en Hank antes de la operación de rescate. Supergirl encendió el dispositivo para obligar a Hank a reactivar el proyector para sacar a Mon-El de la nave espacial, mientras ella se quedaba atrás para enfrentar a Rhea. En la temporada 5, se reveló que los marcianos verdes habían utilizado la Zona Fantasma que usaron para encarcelar a Ma'alefa'ak y Midnight.
- La Zona Fantasma aparece en el episodio «Field Trip» de Justice League Action. Mientras Superman le da a Escarabajo Azul, Firestorm y Stargirl un recorrido por la Fortaleza de la Soledad, se muestran al proyector de la Zona Fantasma donde el General Zod, Faora y Quex-Ul se liberan accidentalmente y Superman queda atrapado accidentalmente. Con la orientación de Martin Stein, Firestorm aprende cómo transmutar parte del hielo en kryptonita para debilitar a los villanos kryptonianos. Posteriormente, Superman es liberado de la Zona Fantasma y los villanos kryptonianos son devueltos a la Zona Fantasma.
- La Zona Fantasma aparece brevemente en el episodio «Devil's Snare» de la primera temporada de la serie animada para adultos Harley Quinn. Creyendo que Harley, Hiedra Venenosa y su equipo están detrás de una serie de árboles devoradores de hombres que aterrorizan a Gotham, Superman y la Liga de la Justicia se preparan para atraparlos a todos en la Zona Fantasma antes de que Ivy use el Lazo de la Verdad de Wonder Woman para limpiar sus nombres. La Zona Fantasma aparece de nuevo en el episodio de la segunda temporada «Lovers 'Quarrel», donde Batman, Superman y Wonder Woman intentan encarcelar a Ivy, quien es controlada mentalmente por Doctor Psycho, dentro de ella, pero son detenidos por Harley.
- La Zona Fantasma se menciona en la serie animada de 2019, DC Super Hero Girls, episodio de dos partes, #DC Super Hero Boys.
- La Zona Fantasma es un factor importante en la cuarta temporada (titulada «Phantoms») de Young Justice. Los reclusos conocidos incluyen al General Zod, Ursa, Faora, Non, Jax-Ur, Vor-Kil y Kru-El. Superboy es enviado allí junto con una Phantom Girl en coma que logró sobrevivir a la explosión en medio del caos cuando Superboy impidió que la bomba genética erradicara a los marcianos verde y rojo en Marte. Intenta desesperadamente encontrar una manera de escapar de la dimensión, mientras lleva la forma fantasmal de su salvador, pero comienza a caer bajo los efectos de la Zona Fantasma, alucinando a sus amigos y enemigos hasta que finalmente gana amnesia. La hechicera Zatanna Zatara lo había visto suplicando ayuda a través de un hechizo que le había permitido ver la década de viaje en el tiempo que los niños y el conductor de un autobús escolar se vieron obligados a soportar debido a que Klarion ancló su esencia oscura en el vehículo para mantener su presencia en el plano mortal. Sin embargo, Zatanna malinterpreta, creyendo que el fantasma de Superboy está pidiendo ayuda, sin saber que todavía está vivo y está atrapado dentro de la Zona Fantasma. Superboy luego conoce a Dru-Zod, quien fue enviado a la Zona como prisionero junto con su esposa, Ursa y sus seguidores. La enfermedad que Superboy obtiene de la Zona Fantasma restablece su personalidad a su programación original de Cadmus.

### Películas

#### Seriales
- En la serie cinematográfica de 1950, Atom Man vs. Superman, Lex Luthor atrapa a Superman en otra dimensión. Aunque la Zona Fantasma no aparecería en los cómics hasta 11 años después, tiene el mismo estilo y Luthor la nombra como el Destino Vacío.

#### Ciclo de cine de 1978
- En la película Superman: The Movie de 1978, protagonizada por Christopher Reeve, la Zona Fantasma se presenta como un gran espejo plano en forma de rombo que se mueve girando. Jor-El (Marlon Brando), quien desarrolló la Zona Fantasma, la invoca con una varita para encarcelar al General Zod (Terence Stamp) y sus seguidores Ursa (Sarah Douglas) y Non (Jack O'Halloran), quienes parecen ser transferidos al espacio bidimensional en la superficie del espejo, que luego se lanza al espacio profundo. La Zona Fantasma solo se menciona por su nombre en las versiones extendidas de Superman cuando es mencionada por el Primer Anciano Kryptoniano. La madre de Superman, Lara, se refiere a la Zona Fantasma por su nombre en Superman II cuando hace la primera revelación sobre los tres villanos que contiene. En su comentario en DVD, el director Richard Donner se refiere a ella como «la Zona del Silencio».
- En Superman II, Superman salva a la ciudad de París de la destrucción al lanzar una bomba nuclear al espacio; la explosión nuclear resultante destruye inadvertidamente la Zona Fantasma y libera a los tres prisioneros. Ahora libres, el General Zod y sus seguidores viajan a la Tierra, causando estragos con los superpoderes que les otorga el sol amarillo de la Tierra. La Zona Fantasma aparece en la versión de Richard Donner de Superman II, lanzado en noviembre de 2006. En esta versión (según el guion de rodaje original antes de ser alterada por el director Richard Lester para la versión teatral), la Zona Fantasma es destrozada por el cohete que lanzó Superman. al espacio en la primera película de Superman. La Zona se muestra dividida en tres fragmentos separados, uno que contiene a cada villano, antes de que finalmente se rompa y los libere. Jor-El presenta una representación visual de la Zona Fantasma y sus ocupantes en un mensaje grabado incrustado en los cristales educativos alojados en la Fortaleza de la Soledad, sin saber que en realidad está hablando con Lex Luthor y Miss Teschmacher. Después de derrotar a Zod y sus seguidores, Superman usa un túnel del tiempo para mantener a los tres criminales encarcelados en la Zona Fantasma mientras deshace el daño que habían hecho durante su tiempo en la Tierra.
- En la película Supergirl de 1984, la hechicera Selena destierra a Kara a la Zona Fantasma por medio de un fragmento de cristal invocado. El cristal la transporta a un mundo árido y desolado donde se rompe y la arroja al suelo. Esta representación de la Zona Fantasma sugiere que el fragmento de cristal que se ve en las dos primeras películas de Superman no es la Zona Fantasma en sí, sino simplemente un vehículo que lleva prisioneros a este páramo desolado que se conoce como la Zona Fantasma, similar a la posterior serie de televisión Smallville. Una vez en la zona, Kara pierde sus poderes como Supergirl y se convierte en una mortal ordinaria. En esta película, también se revela que hay una salida de la Zona, aunque el viaje al portal de salida es extremadamente peligroso y casi conduciría a una muerte segura. Kara es guiada a este portal por Zaltar, otro kryptoniano que fue desterrado allí. Kara es capaz de transportarse con éxito de regreso a la Tierra usando este portal, aunque Zaltar muere en el intento. Tras la fuga de Kara, la derrotada Selena y su secuaz Bianca son desterradas a la Zona Fantasma.

#### Universo Extendido de DC
- En la película de reinicio de 2013, El hombre de acero, el General Zod, Faora, Car-Vex, Dev-Em II, Jax-Ur, Nadira, Nam-Ek, Tor-An y algunos seguidores no identificados del General Zod son sentenciados a 300 ciclos de reacondicionamiento somático en la zona fantasma luego de su intento de golpe de Estado contra el gobierno kryptoniano y por el asesinato de Jor-El a manos del General Zod. Tras la sentencia, Zod y sus coconspiradores se infunden dentro de una sustancia gelatinosa, encerrados en un material cristalino y posteriormente se cargan en una nave kryptoniana. Luego, la nave se lanza en órbita alrededor de Krypton, donde tres naves más pequeñas establecen una ventana hacia la Zona Fantasma en la que entra la nave. Poco tiempo después, la destrucción de Krypton desencadena la liberación de los prisioneros. Más adelante en la película, se revela que los buques que Zod y su ejército están utilizando poseen un «Phantom Drive», una colisión de una nave más pequeña (pilotado por el Coronel Hardy del ejército estadounidense con el cohete de Kal-El y operado por el Profesor Emil Hamilton y Lois Lane) con un impulso similar provoca una reacción cataclísmica que crea una pequeña singularidad, devolviendo la nave y sus ocupantes a la Zona Fantasma junto con el avión militar, Hardy y Hamilton.

#### Animación
- En la película animada directa a video Superman: Brainiac Attacks, Superman tuvo que ingresar a la Zona Fantasma para recuperar un elemento raro que curará a Lois Lane de una enfermedad mortal. Esta versión de la Zona Fantasma difiere de la continuidad animada anterior, ya que se muestra que en realidad está poblada por «fantasmas» y Superman retiene sus poderes en la Zona Fantasma.
- La Zona Fantasma aparece en All-Star Superman. Al igual que los cómics, Superman coloca a Bar-El y Lilo en la Zona Fantasma hasta que se pueda encontrar una cura para su enfermedad de Kryptonita.
- La Zona Fantasma aparece en The Lego Batman Movie. Aparece como una prisión para los villanos más peligrosos del multiverso Lego. La configuración en el Proyector de la Zona Fantasma cuando se libera a los presos es «Solo Señores Oscuros», «Solo Brujas y Reinas», «Solo Monstruos y Robots» y «Liberar a todos los presos». Su guardián «Phyllis» (con la voz de Ellie Kemper) se asemeja a un bloque de Lego genérico y repasa las cosas malas que han hecho los recién llegados. Los presos de la Zona Fantasma consisten en villanos de varias franquicias ficticias, incluidos el General Zod, King Kong, Lord Voldemort de Harry Potter, el Ojo de Sauron de Sauron de El Señor de los Anillos, los Dalek de Doctor Who, los Gremlins, la Bruja Mala del Oeste y sus Monos Voladores de El maravilloso mago de Oz, Lord Vampyre, la Momia Malvada y una Criatura del Pantano de Lego Monster Fighters, el Kraken de Clash of the Titans, Medusa de Lego Minifigures, los esqueletos de Jasón y los argonautas, el Agente Smith y sus clones de The Matrix, el titular gran tiburón blanco de Jaws, y el Tyrannosaurus rex y un Velociraptor de Jurassic Park. Este grupo de villanos se ha referido como los «Ubers» en los créditos. Superman habló de ello en el programa de noticias «Metropolis in Focus» como un vínculo con su última victoria sobre el General Zod. Cuando Batman envía al Joker a la Zona Fantasma, persuade a los reclusos que se encuentra en la Zona Fantasma para que le ayuden a apoderarse de Gotham City. Después de infiltrarse en Arkham Asylum, Harley Quinn ayuda a liberarlos usando el Proyector Zona Fantasma en la opción «Liberar a todos los reclusos». Con la ayuda de Robin, Batgirl, Alfred Pennyworth y los villanos de Gotham City, Batman logra derrotar a los villanos y enviarlos de regreso a la Zona Fantasma. Esta es la segunda representación del Joker desterrado a la Zona Fantasma, la primera en la historia «Verdad y Justicia» de J.C. Roberts.

### Videojuegos
- En el videojuego Mortal Kombat vs. DC Universe, la parte de DC del modo historia concluye con el emperador Shao Kahn encarcelado en la Zona Fantasma después de que Superman derrota a Dark Kahn. En el final para un jugador de Shao Kahn, se revela que la Zona Fantasma tiene el efecto opuesto en él. En lugar de ser despojado, Shao Kahn es revitalizado por las energías de la Zona Fantasma y se libera de ella con un número incalculable de prisioneros que juran lealtad a Shao Kahn por liberarlos. La Zona Fantasma en el juego se parece a su representación de Superman: The Movie y Superman II.
- La Zona Fantasma aparece en DC Universe Online. Lex Luthor libera al general Zod de él durante la incursión de la Fortaleza de la Soledad para combatir la asimilación de la Fortaleza por Brainiac. Durante la alerta de la Zona Fantasma, los jugadores reciben una señal y Superman les pide que investiguen, y resulta ser una trampa destinada a él. El tiempo parece pasar a un ritmo mucho más lento dentro de la zona, ya que Superman menciona que han pasado semanas afuera durante la alerta mientras rescata al equipo de jugadores.
- La Zona Fantasma aparece en Injustice: Dioses entre nosotros, también se asemeja a su interpretación en Superman: The Movie y Superman II. Según algunos perfiles de personajes, el Superman alternativo utiliza la Zona Fantasma para «reeducar» a varios supervillanos para que se unan al Régimen, lo que sugiere que el Superman alternativo perdona a los villanos si cree que podrían ser útiles (como Bane y Killer Frost). Cerca del final del Modo Historia, el Superman «principal» usa la Zona para sellar de forma segura el Doomsday alternativo después de que el monstruo es derrotado. Un portal que conduce a la Zona Fantasma se puede encontrar en la etapa Fortaleza de la Soledad, los combatientes pueden ser golpeados contra un proyector de la Zona Fantasma y luego escupidos fuera de un portal que reciben daño. También pueden ser golpeados en la Zona Fantasma en el lado izquierdo de la sección de la colección de animales, donde chocarán con uno de los fragmentos de cristal que albergan un monstruoso «Fantasma». El recluso procederá a darle un mordisco al hombro del luchador antes de ser derribado por una roca flotante, y luego el luchador caerá a través de un segundo portal de la Zona que termina en la sección del laboratorio del escenario. El personaje General Zod tiene un control limitado de la Zona Fantasma como parte de sus movimientos especiales, y puede convocar a un preso en busca de ayuda, así como atrapar momentáneamente a su oponente dentro de la Zona Fantasma. Si se completa la Batalla clásica, una escena mostrará al Superman del régimen siendo absorbido por el portal de la Zona Fantasma en la colección de animales. Cuando se acerca al portal mientras se niega a escapar, tiene varios flashbacks de Lois Lane, su muerte en las manos del Joker, la destrucción de Metrópolis y su asesinato del Joker, el Superman del régimen obtiene su alma tomada por el portal de la Zona Fantasma antes de ser arrastrado a la Zona Fantasma por un »Fantasma». Luego se ve al Superman del Régimen atrapado dentro de un cristal en forma de diamante gritando de angustia mientras se adentra más en la Zona Fantasma. El final del General Zod en Classic Battle revela que el encarcelamiento de Zod le ha otorgado el conocimiento necesario para utilizar parte de la Zona Fantasma a voluntad (explicando algunas de sus habilidades en el juego), así como sus planes para usar tales habilidades en futuras conquistas después de haberlo hecho, atrapó al Superman del Régimen en la Zona Fantasma y se hizo cargo del Régimen para que pueda convertir la Tierra en la imagen de Krypton.
- El proyector Zona Fantasma aparece en Scribblenauts Unmasked: A DC Comics Adventure. El General Zod escapa de la Zona Fantasma y sella a Superman en ella. Maxwell logra liberar a Superman y colocar al General Zod en la Zona Fantasma.
- La Zona Fantasma aparece en Lego Dimensions. Aparece como la quinta etapa del paquete de historias de Lego Batman Movie, adaptando su papel de la película.
- La Zona Fantasma aparece en Injustice 2. Si Batman derrota a Superman en el clímax de la historia, despoja a Superman con una máquina similar a la de Superman II y lo envía a la Zona Fantasma. Sin embargo, Superman jura volver. En el final del personaje de Batman, Batman se retira parcialmente para encabezar la respuesta de emergencia tras el ataque de Brainiac como Bruce Wayne, dejando al reformado Barry Allen y Hal Jordan para liderar la Liga de la Justicia y entrenar a la próxima generación de héroes, aunque detrás de la escena como Batman, se prepara para la posibilidad de que Superman escape de la Zona Fantasma mediante el desarrollo de armas basadas en kryptonita. En el final de Sub-Zero, Sub-Zero es transportado accidentalmente a Injustice Earth por la magia desatada por la retirada de Kotal Kahn de Earthrealm a Outworld. Él ayuda a derrotar a Brainiac y agradece a Batman y la Liga de la Justicia por ofrecerse para ayudarlo a regresar a Earthrealm, aunque inadvertidamente abren un portal a la Zona Fantasma que libera a Superman, el General Zod, Ursa y Non. Sintiéndose responsable, Sub-Zero lucha junto a la Liga de la Justicia de Batman para derrotar a Superman y sus aliados kryptonianos.

### Novelas
- En la novela de Kevin J. Anderson, Los últimos días de Krypton,[94] Jor-El descubrió y quedó atrapado temporalmente en la Zona Fantasma. Más tarde, después de la insurgencia / rebelión del General Zod (Dru-Zod), Zod y su consorte Aethyr-Ka, así como su hombre musculoso Nam-Ek, fueron encarcelados en la Zona Fantasma. En un intento equivocado de destruir la Zona Fantasma, donde Zod había atrapado a algunos de sus enemigos, el Consejo de Krypton revivido arrojó la Zona Fantasma al centro del Planeta Krypton, causando, primero su implosión, luego su explosión. Afortunadamente, Jor-El y Lara pudieron rescatar a su hijo Kal-El enviándolo al espacio justo antes de la explosión del planeta. Llegó a la Tierra donde se hizo conocido como Clark Kent/Superman.

### Parodias y homenajes
- En el episodio de South Park, «Krazy Kripples», Christopher Reeve es encarcelado en uno después de comerse demasiados fetos.
- En Bartman Meets Radioactive Man, Radioactive Man está encarcelado en la Zona Limbo.
- En la parodia de la Zona Fantasma en Padre de familia, episodio «Armas Letales». Cuando Peter anunció que «Krypton apesta», el General Zod, Non y Ursa se acercaron y Lois los superó rápidamente en una pelea y los encarceló en una Zona Fantasma que recuerda a las películas de Superman. En el episodio «Hot Pocket-Dial», se muestra que el General Zod vive al lado del apartamento al que se mudó Glenn Quagmire y le dijo que estaba bloqueando su «cosa en forma de trapezoide» (una referencia a la Zona Fantasma de las películas de Superman).
- En American Dad!, episodio «La Navidad más adecuada de todos los tiempos» muestra que Dios encarceló a Jim Henson y Kermit the Frog en la Zona Fantasma cuando intentaron entrar al cielo. Luego muestra a Jim Henson y Kermit the Frog volando arriba en su prisión rectangular mientras ruegan ser liberados.
- Una dimensión conocida como «Null Void» aparece en la serie de televisión Ben 10 (y sus diversas iteraciones Ben 10: Alien Force, Ben 10: Ultimate Alien y Ben 10: Omniverse) y se utiliza como una prisión interdimensional para que contiene varios criminales alienígenas en el universo Ben 10. Es principalmente accesible a través de un «Generador de vacío nulo», un dispositivo similar en diseño y aplicación al Proyector de Zona Fantasma de Superman. En algunos episodios de Ben 10: Alien Force y Ben 10: Ultimate Alien, hay una versión de Incarcecon que está en el Null Void que se usa para encarcelar a los criminales allí.
- Un juego de Lego lanzado en 2017, titulado «Batman en la Zona Fantasma» presenta una minifigura de Batman y una máquina.
- En el sketch de apertura del estreno de la temporada 2 de Robot Chicken titulado «Suck It», el cocreador de la serie Seth Green, junto con el robot pollo y el científico loco de la secuencia de créditos iniciales, fueron desterrados brevemente a la Zona Fantasma (similar a eso de las películas de Superman) después de ser declarado culpable de su juicio tras la «cancelación» del programa de la temporada 1.
- El manifiesto de Lord Buckethead en las Elecciones generales del Reino Unido de 2017 incluía la promesa de exiliar a Katie Hopkins a la Zona Fantasma.[95]

## Dimensiones similares
Hubo Zonas similares que estaban en comparación con la Zona Fantasma:
- La Zona Fantasma de la Edad de Plata parece estar prefigurada en la serie de 1950 de Superman, Atom Man vs. Superman, en la que Lex Luthor usa una especie de dispositivo transmisor de materia para atrapar a Superman en un limbo llamado «Empty Doom» desde el cual puede ver y Escuche eventos en el mundo «real», pero no pueda tocar nada ni ser visto ni escuchado.
- En la novela del Capitán Futuro Planetas en peligro (1942) de Edmond Hamilton, Capítulo 13 «Prisioneros fantasmas», el Capitán Futuro es enviado a la «Bóveda de los Unbodied»... esencialmente una versión temprana de la Zona Fantasma. Hamilton luego pasó a escribir algunas de las primeras historias de Superman de los cómics de DC, incluidas algunas historias de la Zona Fantasma.
- Además, en la historia «Wonder Woman's Wedding Day» de Wonder Woman # 70 (noviembre de 1954), el profesor Uxo envía a Wonder Woman a otra dimensión muy parecida a la Zona Fantasma, en la que se convierte en una observadora espectral, incapaz de interactuar con aquellos. alrededor de ella. Ella es capaz de escapar abrumando telepáticamente al profesor Uxo con el pensamiento de que está observando cada uno de sus movimientos, lo que lo obliga a «volver a montarla» en su laboratorio antes de un aluvión de balas, que fácilmente desvía. Wonder Woman captura al profesor Uxo y sus secuaces mientras son llevados por la policía mientras su «máquina de transferencia de dimensión temporal» está dañada sin posibilidad de reparación.